# Blehové z Těšnice
Blehové z Těšnice byli český vladycký rod, jehož přídomek se vztahoval k Těšnici na Klatovsku. V erbu měli znamení parohů. Ze stejné vesnice pocházel a stejný erb používal také vladycký rod Mlázovských z Těšnice.
Nejstarším známým členem rodu z Těšnice byl Jan, který se připomínal v roce 1379. Jilješ z Těšnice seděl v Tuklekách roku 1414 a měl syna Lidéře, který roku 1420 odpověděl městům pražským. Roku 1419 byl zmíněn Janek z Těšnice. Je pravděpodobné, že to byl táborský válečník Jan Bleh z Těšnice. Od roku 1427 do roku 1437 byl táborským hejtmanem a v letech 1428–1437 sídlil na Bechyni. Roku 1437 Bechyni přenechal Janu Bechyňovi z Lažan, jenž mu prodal hrad Krakovec. Janův syn Jan mladší Bleh z Těšnice v listinách uváděn do roku 1445, kdy zemřel bez potomků.
Z ostatních členů rodu byl v roce 1463 zmíněn Smil starší z Těšnice a roku 1468 Otík z Těšnice.